# FKヴィトシャ・ビストリツァ
FCヴィトシャ（FC Vitosha (ブルガリア語: ФК Витоша)）は、ブルガリアのビストリツァをホームタウンとするサッカークラブである。

## 歴史
クラブは1958年にビストリツァで創設された。
2011年、当時Vグループに所属していたヴィトシャ・ビストリツァから52歳のボイコ・ボリソフ（ブルガリアの首相でもあった）が、ファン投票でブルガリア年間最優秀選手に選ばれた。しかし、ブルガリア代表チームがUEFA EURO 2012予選でグループ最下位に終わり、国内クラブもチャンピオンズリーグ、ヨーロッパリーグのグループステージに進出できず、メディアやサポーターから批判されていたことから、投票結果はブルガリアのサッカー界が改革を必要としているシグナルであり、ボリソフが最優秀選手であるというシグナルではないとし「投票を無効にすべき」と話した。
2017年にセカンドリーグで3位になり、入れ替え戦でネフトヒミク・ブルガスに勝利してトップディビジョン初昇格を果たした。

## タイトル

### 国内タイトル
なし

### 国際タイトル
なし

## 過去の成績
| シーズン | ディビジョン     | ディビジョン | ディビジョン | ディビジョン | ディビジョン | ディビジョン | ディビジョン | ディビジョン | ディビジョン | ブルガリア・カップ |
| シーズン | リーグ           | 順位         | 試           | 勝           | 分           | 敗           | 得           | 失           | 点           | ブルガリア・カップ |
| -------- | ---------------- | ------------ | ------------ | ------------ | ------------ | ------------ | ------------ | ------------ | ------------ | ------------------ |
| 2010-11  | Vグループ        | 3位          | 38           | 27           | 4            | 7            | 70           | 24           | 85           |                    |
| 2011-12  | Vグループ        | 6位          | 36           | 19           | 4            | 13           | 53           | 36           | 61           |                    |
| 2012-13  | Vグループ        | 2位          | 30           | 22           | 5            | 3            | 52           | 10           | 71           |                    |
| 2013-14  | Bグループ        | 11位         | 26           | 7            | 7            | 12           | 22           | 24           | 28           | 2回戦敗退          |
| 2014-15  | Vグループ        | 4位          | 30           | 18           | 6            | 6            | 57           | 22           | 60           |                    |
| 2015-16  | Vグループ        | 2位          | 32           | 23           | 5            | 4            | 72           | 16           | 74           |                    |
| 2016-17  | セカンドリーグ   | 3位          | 30           | 15           | 8            | 7            | 37           | 23           | 53           | 1回戦敗退          |
| 2017-18  | ファーストリーグ | 13位         | 37           | 2            | 11           | 24           | 22           | 68           | 17           | 1回戦敗退          |
| 2018-19  | ファーストリーグ | 13位         |              |              |              |              |              |              |              | 2回戦敗退          |

## 歴代所属選手
- ゲオルギ・アムジン
- ゲオルギ・アンゲロフ
- ヴェンツィスラフ・ボネフ
- ヴァレリ・ボジノフ
- ボイコ・ボリソフ
- エミル・ガルゴロフ
- フリスト・イヴァノフ
- ミハイル・イヴァノフ
- クリスティアン・コチロフ
- ラチェザル・コテフ
- マルティン・ルコフ
- ヴェセリン・ミネフ
- ヨルダン・ミネフ
- アポストル・ポポフ
- ゲオルギ・サルモフ
- アンゲル・ストヤノフ
- クリスティアン・ウズノフ
- ヨルダン・ヴァルバノフ
- フリスティアン・ヴァシレフ